# 科内利斯·博斯
科内利斯·博斯（Cornelis Bos，1510年—1566年），文艺复兴时期欧洲荷兰版画家。他大约在罗马学习艺术。他一生中创作的大部分作品是复制当时意大利的绘画作品。